# Luis Roberto Guzmán
Luis Roberto Guzmán (ur. 9 kwietnia 1973 w Portoryko) – portorykański aktor. Wystąpił w meksykańskiej telenoweli Przyjaciółki i rywalki (Amigas y Rivales).

## Wczesne lata
Urodził się w Portoryko jako syn Luisy Jiménez i Roberta Guzmána. Na początku próbował bezskutecznie wystąpić w latynoamerykańskim boysbandzie Menudo. Następnie studiował na University of Puerto Rico w Río Piedras. Po ukończeniu Department of Drama, w 1999 przeniósł się do Meksyku. Studiował w Centro Estudios Artísticos de Televisa (CEA).

## Kariera
Zadebiutował na małym ekranie w roli Tommy’ego w portorykańskim dramacie Tele-Once Nocne kwiaty (Flores de la noche, 1998). Następnie trafił do serialu Kiedy budzę się zakochany (Cuando despierta el amor, 1999) i dramatu telewizyjnego Tele-Once Kocha jak oni wszyscy (Amores como todos los demas, 1999). Po przyjeździe do Meksyku Guzmán otrzymał kontrakt z Televisą i został obsadzony w roli Alfreda w telenoweli Zawsze będę cię kochać (Siempre te amaré, 2000) z Fernando Carrillo, Arturo Peniche i Guillermo Garcíą Cantú. Rola złoczyńcy Gabriela Moreno Ortiza w telenoweli Miłość i nienawiść (Entre el amor y el odio, 2002) przyniosła mu nominację do nagrody magazynu „TvyNovelas” w kategorii najlepszy aktor drugoplanowy.
Wystąpił także na scenie w przedstawieniu 23 centymetry (23 centímetros, 2002) jako pracownik seksualny Oscar, musicalu Cabaret (2004) w roli ekstrawaganckiego mistrza ceremonii MC, spektaklu Obcy w pociągu (Extraños en un tren, 2013) jako Bruno i Kotka na gorącym blaszanym dachu (2016) w roli alkoholika Bricka Pollitta.
W 2004 zdobył nominację do MTV Movie Award w kategorii ulubiony aktor za rolę stripizera Roco w komedii romantycznej Ladies' Night (2003). Jako Diego Arellano y Mendoza “El Conde de Guevara” w telenoweli Alborada (2005–2006) był nominowany do nagrody TvyNovelas w kategorii najlepszy czarny charakter wśród aktorów. W 2008 nagrał solowy album pop Bipolar. Od 14 maja 2007 do 26 listopada 2009 grał tytułową rolę Gervasio „El Pantery” Roblesa w serialu kryminalnym El Pantera. W dramacie familijnym La otra familia (2011) razem z Jorge Salinasem zagrali parę homoseksualistów, którzy obejmują opieką 7-letniego Hendrixa, opuszczonego przez matkę narkomankę. W 2012 otrzymał nagrodę TV Adicto Golden Awards jako najlepszy czarny charakter za rolę Porfirio Cisnerosa w telenoweli Infames (2012). W 2015 został uhonorowany nagroda magazynu „TvyNovelas” w kategorii najlepszy aktor drugoplanowy jako José Luis Álvarez / Antonio Olivares w telenoweli Za głosem serca (2013–2014). 
Był na okładkach „Estilo Df”, „In”, „Men’s Health”, „Cm” i „Pasion”..

## Filmografia

### Filmy
- 1998: Flores de la noche (TV) jako Tommy
- 1999: Amores como todos los demas (TV)
- 2002: Acosada jako Hombre del overol
- 2003: Ladies' Night jako Roco
- 2007: Gente bien... atascada
- 2008: Divina confusión jako Baco, bóg wina
- 2009: Amar a morir jako Luis Ro
- 2010: Sin ella jako Gastón
- 2011: La otra familia jako José María „Chema” Fernández

### Telenowele
- 2000: Siempre te amaré jako Alfredo
- 2001: Przyjaciółki i rywalki (Amigas y Rivales) jako Frank
- 2001: Sin pecado concebido jako Álvaro Godoy
- 2002: Miłość i nienawiść (Entre el amor y el odio) jako Gabriel Moreno Ortiz
- 2004: Alegrijes y rebujos jako Bruno Reyes
- 2005−2006: Alborada jako Diego Arellano / Conde de Guevara
- 2007–2008: El Pantera jako Gervasio Robles „El Pantera”
- 2011: Mentes en Shock jako Román Moro
- 2012: La promesa jako Juan Lucas Esguerra
- 2013–2014: Za głosem serca (Lo que la vida me robó) jako José Luis Álvarez / Antonio Olivares
- 2016: La viuda negra jako Ángel Escudero
- 2017–2018: Ingobernable jako Pete Vázquez
- 2018: Narcos: Meksyk (Narcos) jako Alberto Sicilia Falcón
- 2018–2019: María Magdalena jako generał Cayo Valerio
- 2020: La mexicana y el güero jako René Fajardo
- 2021: Kto zabił Sarę? (¿Quién mató a Sara?) jako Abogado Lorenzo Rossi